# Ordre d'exécution

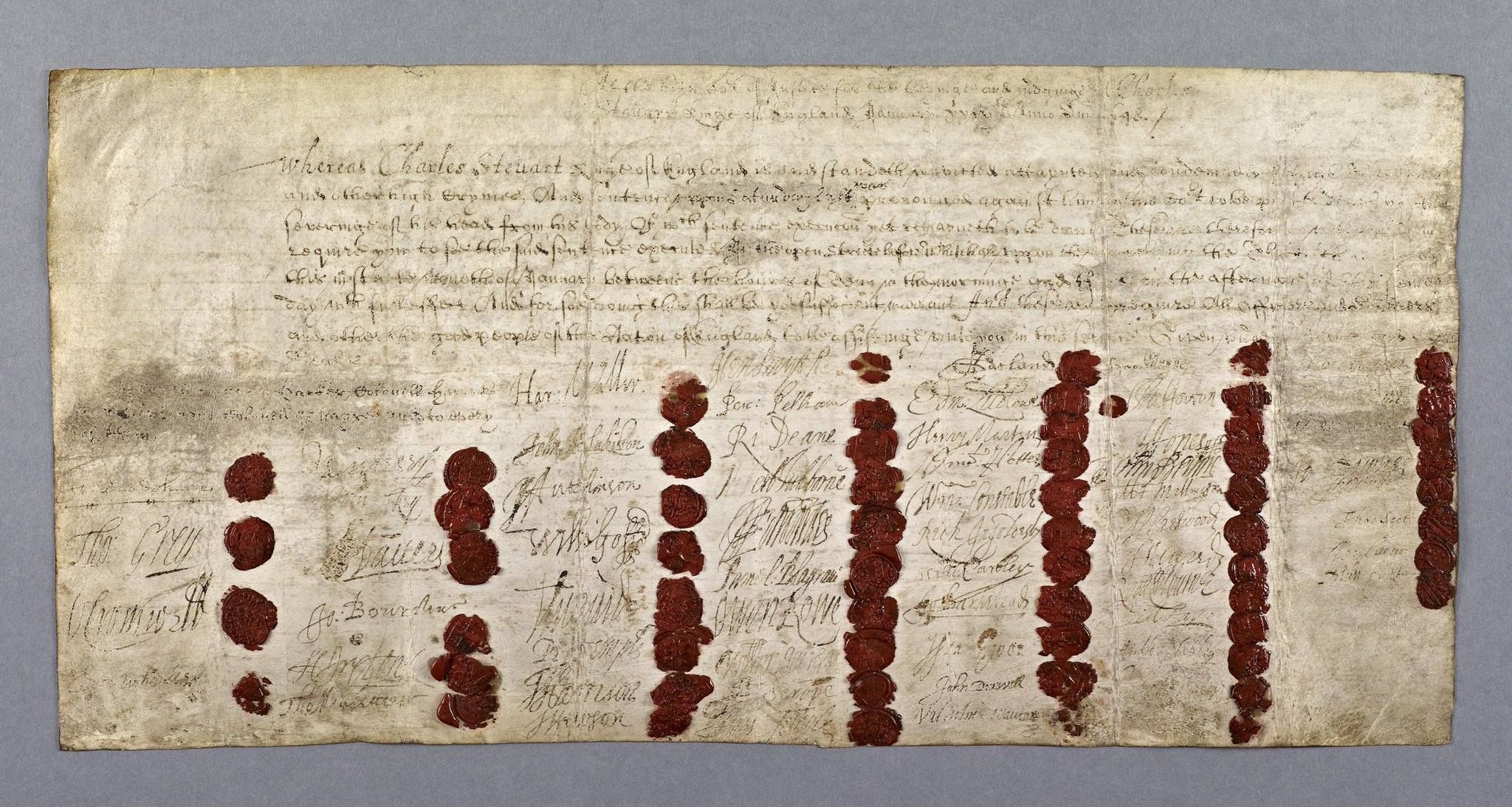
Ordre d'exécution du roi Charles Ier d'Angleterre

Un ordre d'exécution est un document juridique ordonnant de procéder à l'exécution de la peine de mort. Il en détermine la date le plus souvent. Dans les pays où ce document existe, une exécution ne pourra pas être mise en œuvre sans lui, et sera dans le cas contraire considérée comme une exécution sommaire ou un assassinat.
Dans tous les pays disposant de la peine de mort, la procédure d'ordre d'exécution n'existe pas nécessairement. Si c'est le cas, elle peut donner à l'autorité exécutive ou judiciaire un pouvoir discrétionnaire concernant les suites à donner à une affaire capitale une fois que tous les recours ont déjà été rejetés, sans avoir à se prononcer sur une éventuelle commutation.
Une pratique courante dans certains États des États-Unis consiste à fixer une date d'exécution entre deux recours judiciaires, en sachant qu'elle sera annulée pour obliger l'accusé à épuiser le processus judiciaire. Une date d'exécution ne sera considérée comme sérieuse que si une Cour d'appel Fédérale a rejeté son recours.

## Typologie

### États où l'ordre est signé par le pouvoir exécutif
- Au Japon, le condamné reste incarcéré jusqu'à ce que le ministre de la justice signe l'ordre en rouge, il est dans ce cas exécuté dans un délai de cinq jours.
- Aux États-Unis, dans cinq États américains (l'Arkansas, la Floride, le Kentucky, le New Hampshire et la Pennsylvanie), cette responsabilité revient au Gouverneur.
- En Irak, l'ordre d'exécution est signé par le président du Conseil et cosigné par les deux vice-présidents. L'exécution a alors lieu dans un délai de trente jours[1].
- Au Botswana, l'ordre d'exécution est signé par le Président.
- À Taïwan par le ministre de la justice. L'exécution a lieu dans les trois jours.

### États où l'ordre est signé par le pouvoir judiciaire
Dans les pays où l'ordre d'exécution n'est pas signé par un membre du pouvoir exécutif, ce dernier est quand même impliqué car c'est le parquet qui demande à la justice d'ordonner l'exécution. Le pouvoir d'ordonner l'exécution n'est pas autant discrétionnaire : les juridictions concernées doivent légalement justifier le refus d'ordonner l'exécution par un recours sérieux ou un motif exceptionnel, indépendamment de leur avis concernant le fait que l'accusé mérite d'être exécuté ou non.
- Tous les autres États des États-Unis  :
  - Dans bon nombre d'États, cette mission revient à la juridiction suprême, ce qui est en revanche problématique dans certains États où le nombre de condamnés à mort se chiffre en centaines. En Ohio, un procureur avait déclaré que bien que vingt condamnés avaient épuisé le processus judiciaire, pour éviter d'engorger la haute juridiction, il ne requiert d'ordre d'exécution que contre 4 ou 5 condamnés en même temps jusqu'à ce que la Cour rende sa décision (qui prend du temps et qui n'est pas toujours positive).
  - Dans la plupart des États il s'agit du juge de premier ressort ou de son successeur. L'exemple le plus typique est le Texas où chaque juge ayant rarement plus d'un condamné dans cette situation, il peut y consacrer du temps et accéder à la requête plus rapidement.
- Inde.
- Au Bangladesh, c'est également une juridiction de premier ressort qui arrête l'ordre d'exécution après avoir reçu, de la part du bureau du Procureur général, les archives prouvant que la Cour suprême du pays a rejeté l'appel du condamné. L'exécution a lieu 21 jours au plus tôt et 28 jours au plus tard suivant la réception de cet ordre par les autorités de la prison[2].
- En Chine populaire, une fois que la chambre de la Cour populaire suprême a confirmé la condamnation à mort, le président de ladite cour doit signer et envoyer un ordre d'exécution à la juridiction locale où se trouve incarcéré le condamné, laquelle doit faire procéder à cette exécution dans un délai de 7 jours suivant la réception de cet ordre. Là encore, il ne s'agit pas d'un pouvoir discrétionnaire mais d'une simple obligation administrative[3].

### États où l'ordre n'existait pas
- En France avant l'abolition de la peine de mort, la signature du rejet de la grâce, sur lequel il était mentionné que le chef de l'État « décide de laisser la justice suivre son cours », équivalait à un ordre d'exécution qui ne dit pas son nom, le Président de la République étant tout à fait conscient que le bourreau ferait son office dans les jours qui suivent. Ce paradoxe s'explique par le fait que pour les autres peines, il n'est pas besoin de signer quoi que soit pour rejeter une grâce, ne rien faire suffit et le condamné reste en prison. Mais en matière de peine capitale, il fallait un document pour attester que la grâce avait été rejetée et mettre en œuvre l'exécution. Le faire contresigner aurait été inepte dans la mesure où cet acte n'était pas prévu par la Constitution comme la grâce, mais seulement imposé tacitement par l'ancien article 713 du code de procédure pénale.
- Au Royaume-Uni où régnait le système des peines de mort automatiques, la date d'exécution laissait simplement un laps de temps nécessaire au gouvernement pour décider d'une éventuelle commutation. La formule consacrée au Royaume-Uni, que le ministre de l'intérieur écrivait de sa main sur le dossier du condamné en cas de rejet de la grâce, était sensiblement similaire à celle de la France : The law must take its course (« La loi doit suivre son cours »)[4].
- En Allemagne, la formule était également similaire : Gerechtigkeit freien Lauf zu lassen (« Laisser libre cours à la justice »)[5].